# Лерма
Лерма (итал. Lerma) је насеље у Италији у округу Алесандрија, региону Пијемонт.
Према процени из 2011. у насељу је живело 628 становника. Насеље се налази на надморској висини од 289 м.

## Становништво
| 1936. | 1951. | 1961. | 1971. | 1981. | 1991. | 2001. | 2011. |
| ----- | ----- | ----- | ----- | ----- | ----- | ----- | ----- |
| 1.481 | 1.159 | 900   | 732   | 797   | 738   | 801   | 873   |